# Ecbolium viride
Ecbolium viride là một loài thực vật có hoa trong họ Ô rô. Loài này được (Forssk.) Alston mô tả khoa học đầu tiên năm 1931.